# 汤姆·麦克尤恩
汤姆·麦克尤恩（英語：Tom McEwen，1991年5月10日—），英国男子马术运动员。他曾代表英国参加2020年夏季奥林匹克运动会马术比赛，获得一枚金牌和一枚银牌。